# Manque (psychanalyse)
 (octobre 2015).
Si vous disposez d'ouvrages ou d'articles de référence ou si vous connaissez des sites web de qualité traitant du thème abordé ici, merci de compléter l'article en donnant les références utiles à sa vérifiabilité et en les liant à la section « Notes et références ».
Le manque, condition de l'être parlant, est, d'après Jacques Lacan, toujours lié au désir et constitue la cause de son émergence  tel qu’il l'expose dans son séminaire Le transfert (1960-1961).

## Types de manque
« Un manque est un état du sujet attribué à un agent et concerne un objet réel ». Le manque désigne un manque à être, ce qui est désiré est le fait même d'être : « Le désir est la relation d’être au manque. Le manque est le manque à être à proprement parler. Ce n’est pas le manque de ceci ou de cela mais le manque à être par lequel l'être existe » tel que l’expose Lacan dans le séminaire Le Moi dans la théorie de Freud et dans la technique de la psychanalyse et dans le texte « La direction de la cure et les principes de son pouvoir » publié dans les Écrits. Lacan avance que le désir est la métonymie du manque à être : le manque à être du sujet est au cœur de l’expérience analytique et le champ même où la passion névrotique se déploie. Dans les « Propos directifs pour un congrès sur la sexualité féminine » Lacan met en parallèle le manque à être avec le manque à avoir qui est, lui, en relation avec la demande.
Dans le séminaire sur La relation d’objet, Lacan distingue trois types de manques, selon le registre où il est produit et la nature de l’objet :
1. La castration symbolique et son objet relié au phallus imaginaire : la castration est un manque symbolique d'un objet imaginaire ;
2. La frustration imaginaire et son objet le sein maternel. "L'agent est symbolique et l'objet réel" [3] ;
3. La privation réelle et son objet, le phallus, est symbolique : la privation serait un manque symbolique d'un objet réel.

Dans la perspective de la cure c'est la castration qui est déterminante.
C'est dans ce même séminaire que Lacan introduit le symbole algébrique, le mathème, de l'Autre « barré » où le manque vient désigner le manque à l’égard du signifiant de l'Autre, le signifiant du manque dans l’Autre, dont la relation du sujet marque le manque dans l'Autre. Peu importe combien de signifiants sont ajoutés à la chaîne signifiante, la chaîne est toujours incomplète, il manque toujours le signifiant qui la complèterait. Ce signifiant manquant est dès lors constitutif du sujet.

## Manque et phallus
Freud ne parle jamais du phallus en tant que signifiant tel que théorisé par Lacan, ce qui fait une différence majeure entre la théorie lacanienne et la théorie freudienne sur la castration. Lacan définit le phallus comme un objet sur lequel on se trompe pas, Freud parle d'un organe sexuel ni plus ni moins et dont le garçon a peur qu'on le lui coupe s'il se masturbe. Lacan a fait du phallus un objet à identifiant unique lui permettant de formaliser les castrations. Lacan ne parle pas d'une castration mais "des castrations" au pluriel. " Le phallus, ça ne veut rien dire d’autre que cela, un objet privilégié sur quoi on ne se trompe pas"
La manque lacanien n’existe pas non plus en tant que tel dans la théorie freudienne, c'est Lacan qui a "élucubré" selon ses propres mots la notion d'objet a, et avec cet objet a, il a rajouté un manque hypothétique  lié à une soi-disant "jouissance" primordiale de l'enfant au sein de sa mère. Cette théorie est une fable[non neutre] car les recherches scientifiques ont montré que le manque n’existe pas en tant que résultat d'un manque à être, lié à une jouissance primordiale qui ne serait plus accessible, comme la perte d'un paradis[réf. nécessaire].
Judith Butler, dans Trouble dans le genre, s'intéresse aux conceptions freudiennes et lacaniennes  du phallus, notamment dans la question anatomique du sexe : « la loi requiert la conformité à sa propre conception de la « nature ». Il tire sa légitimité à travers la naturalisation binaire et asymétrique des corps dans laquelle le phallus, bien que clairement non identique au pénis, déploie le pénis comme un signe et un instrument naturel ».  Dans Ces corps qui comptent, elle explore les potentialités du phallus dans un cadre lesbien 

## Critique
Dans l'Anti-Œdipe, Gilles Deleuze et Félix Guattari postulent que le désir ne naît pas du manque, mais est une force productive en elle-même.